# Ulrich Thieme

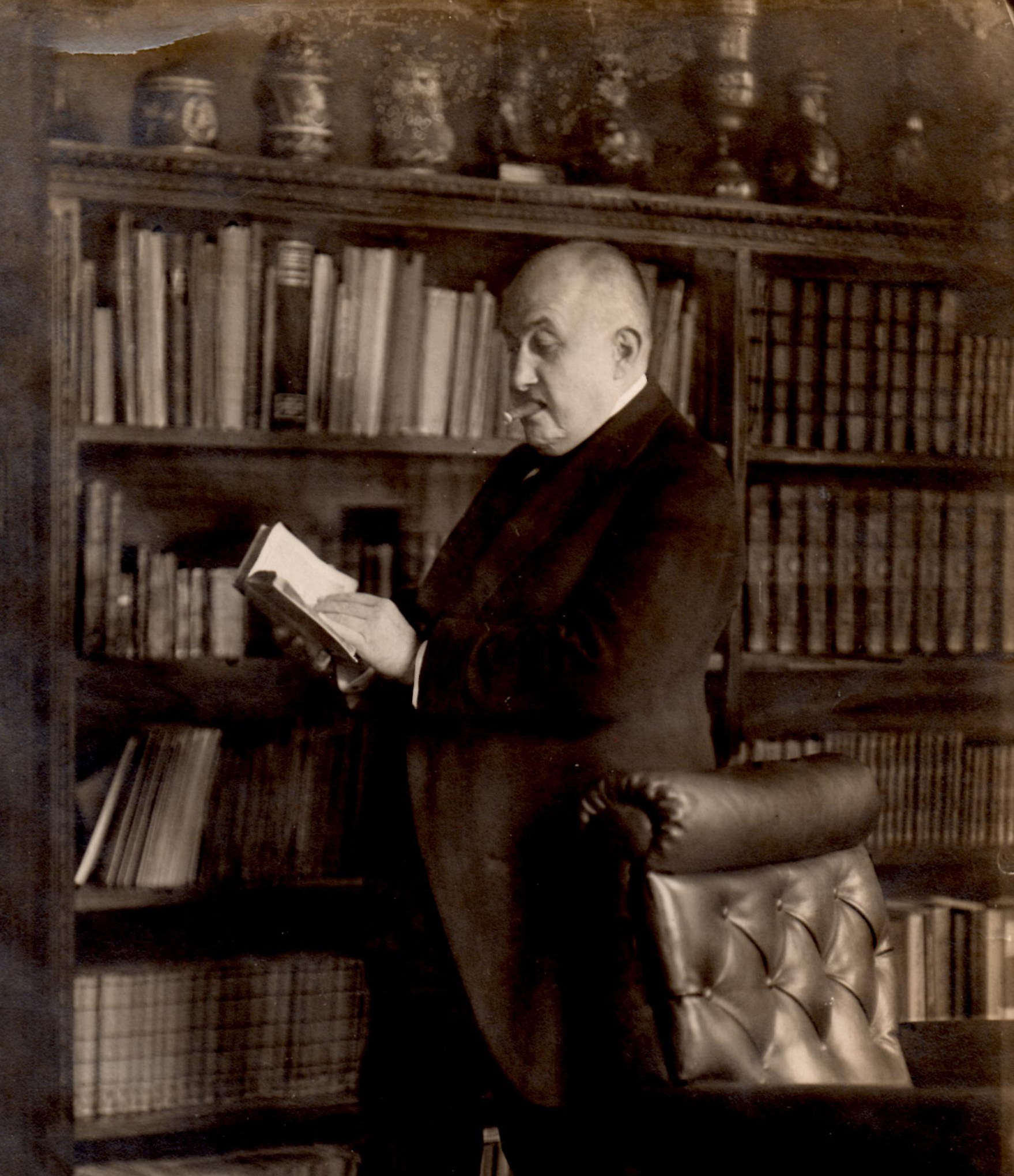
Ulrich Thieme

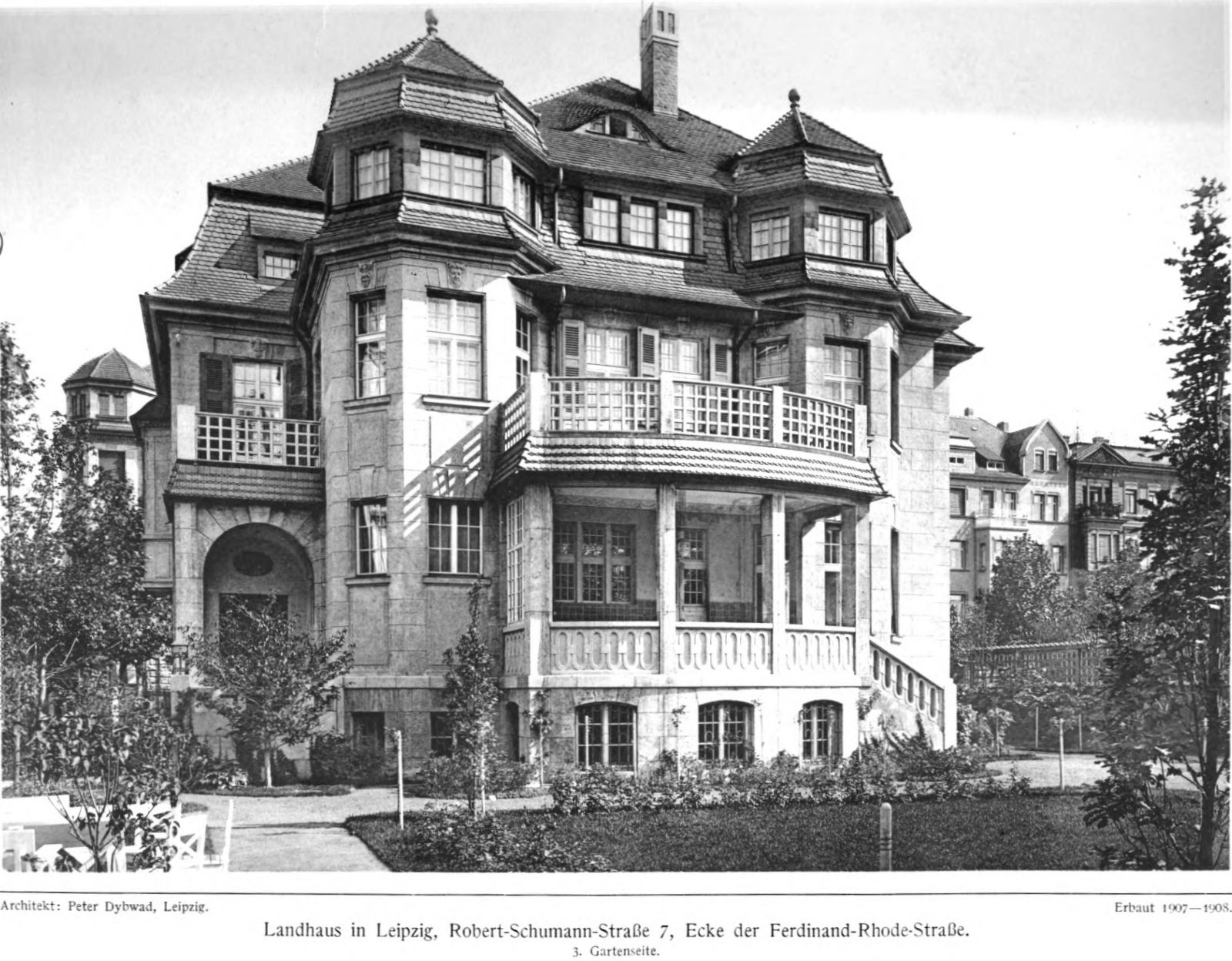
Villa Ulrich Thieme in Leipzig, Gartenansicht

Conrad Ulrich Thieme (* 31. Januar 1865 in Leipzig; † 25. März 1922 ebenda) war ein deutscher Kunsthistoriker.

## Leben
Ulrich Thieme war ein Sohn des wohlhabenden Großindustriellen und Kunstsammlers Alfred Thieme (1830–1906) und Bruder des Verlegers Georg Thieme (1860–1925).
Er besuchte die Alte Nikolaischule (Leipzig) und bestand 1886 die Abiturprüfung. Er immatrikulierte sich zunächst an der Ruprecht-Karls-Universität Heidelberg für Chemie und Physik und wurde 1886 im Corps Guestphalia Heidelberg aktiv. Er wechselte an die Friedrich-Wilhelms-Universität zu Berlin und die Universität Leipzig. 1887 schloss er sich auch dem Corps Misnia Leipzig an. 1888 wechselte er in Leipzig zur Kunstgeschichte und Klassischen Archäologie. Mit einer Doktorarbeit über den Maler und Grafiker Hans Schäufelin wurde er 1892 bei Anton Springer zum Dr. phil. promoviert. Nach Reisen durch verschiedene Länder war er 1893–1896 bei Wilhelm Bode an der Gemäldegalerie (Berlin) Volontär, wissenschaftlicher Hilfsarbeiter und zuletzt kommissarischer Direktorialassistent.
Seit 1896 lebte er, finanziell unabhängig, in Leipzig als Privatgelehrter. 1898/99 war er mit Richard Graul Redakteur der Zeitschrift für bildende Kunst im Verlag E. A. Seemann. Daneben begann er mit Felix Becker 1898 die Vorarbeiten zu seinem Hauptwerk, der Herausgabe des Allgemeinen Lexikons der bildenden Künstler von der Antike bis zur Gegenwart („Thieme-Becker“). Im Oktober 1907 erschien der Band 1 im Verlag Wilhelm Engelmann in Leipzig. Mit Band 4 (1910) trat Felix Becker als Herausgeber krankheitshalber zurück. 1911 übernahm der Verlag E. A. Seemann die Herausgabe. Von Band 5 (1911) bis Band 13 (1920) zeichnet Thieme als alleiniger Herausgeber, für Band 14 (1921) und Band 15 (1922) mit Fred. C. Willis.
1907/08 ließ er sich nach Plänen des Leipziger Architekten Peter Dybwad eine Villa auf dem Eckgrundstück Robert-Schumann-Straße 7 / Ferdinand-Rhode-Straße errichten.
Ulrich Thiemes erste Frau war Charlotte Sabine, geborene Becker (1873–1896), Tochter des Bankiers Alfred Becker (1842–1889). Thieme wurde nach seinem Tode eingeäschert und die Urne im Erbbegräbnis der Familie Becker (Nr. 97) in der VIII. Abteilung des Neuen Johannisfriedhofs beigesetzt.

## Schriften
- Galerie Alfred Thieme in Leipzig. Breitkopf & Härtel, Leipzig 1900 (Digitalisat).
- Sammlung Jul. Otto Gottschald in Leipzig. Breitkopf & Härtel, Leipzig 1901.
- mit Felix Becker: Künstler-Lexikon, in: Spemanns goldenes Buch der Kunst. Spemann, Berlin / Stuttgart 1901, S. 429–508 (Digitalisat).

## Herausgeber
- Allgemeines Lexikon der bildenden Künstler von der Antike bis zur Gegenwart. Band 1–15, Engelmann, später E. A. Seemann, Leipzig 1907–1922.